# Cratobracon jaculatus
Cratobracon jaculatus är en stekelart som först beskrevs av Smith 1860.  Cratobracon jaculatus ingår i släktet Cratobracon och familjen bracksteklar. Inga underarter finns listade i Catalogue of Life.